# Эквивалент антенны
Эквивале́нт анте́нны — радиотехническое устройство, заменяющее реальную антенну при испытаниях и настройке радиопередатчиков и радиоприемников.
С использованием эквивалента антенны (коротко — эквивалента) производится измерение параметров радиопередающих и радиоприемных устройств (например, выходной мощности радиопередатчика и коэффициента шума радиоприемника). Эквивалент позволяет вести работы без излучения радиоволн в пространство. 
Поскольку эквиваленты используются в процессе измерений, большинство их типов относится к категории средств измерений, и в этом качестве эквиваленты являются мерой импеданса.

## Устройство и классификация
В общем случае эквивалент представляет собой цепь активных и реактивных компонентов, заключённую в экранированный корпус с разъёмами для внешних подключений. Существуют эквиваленты, имитирующие приёмную антенну, передающую антенну, а также сочетающие в себе обе функции.
По специфике требований, предъявляемых к эквивалентам, они не могут являться универсальными приборами и предназначены обычно либо для небольших видовых групп приёмопередающих устройств, либо для конкретных типов радиостанций.
- Эквивалент передающей антенны — предназначен для измерения параметров передатчика без выхода в эфир. Эквиваленты передающей антенны, в зависимости от типов передатчиков, для которых они разработаны, бывают согласованные — с чисто активным входным сопротивлением, и с комплексным входным сопротивлением — разным по диапазону рабочих частот, эквиваленты с волноводным входом представляют собой отрезок волновода с поглотителем электромагнитного излучения. Обычно в эквивалентах имеется встроенный измеритель мощности или силы тока, или индикатор, позволяющий приближённо определить уровень сигнала, в этом случае точные измерения производятся внешним прибором. Некоторые эквиваленты оснащены встроенным модулометром. Эквиваленты, предназначенные для работы с мощными передатчиками (десятки — тысячи ватт), имеют принудительное охлаждение активных элементов нагрузки.
- Эквивалент приёмной антенны — предназначен для измерения чувствительности и избирательной способности радиоприёмников. Представляет собой активную, реактивную или активно-реактивную цепь, для подключения измерительного генератора ко входу приёмника.

## Некоторые примеры
- MFJ-260 — для передатчиков, 0—650 МГц, 50 Ом, 50/300 Вт
- MFJ-264 — для передатчиков, 0—750 МГц, 50 Ом, 100/1500 Вт
- АНД ЭА-50 — для передатчиков, 0—500 МГц, 50 Ом, 2/10 Вт
- Diamond DL-30A — для передатчиков, 0—500 МГц, 50 Ом, 15/100 Вт
- FNB 11 — для приёмников, 0,15—1,605 МГц, 50 Ом и 75 Ом
- Эквивалент радиостанции КАРАТ (в авионике) — для приёмопередатчиков, 2—10,5 МГц, 50 Ом + активно-реактивный вход

## Основные нормируемые характеристики эквивалентов передающих антенн
- Максимально допустимая поглощаемая мощность
- Диапазон рабочих частот
- Входное сопротивление и допустимый КСВн (для согласованных эквивалентов)
- Номинальные значения и допустимые отклонения импеданса в диапазоне рабочих частот (для активно-реактивных эквивалентов)